# Jimmy Jam és Terry Lewis
James Samuel „Jimmy Jam” Harris III (Minneapolis, Minnesota, USA, 1959. június 6.) és Terry Steven Lewis (Omaha, Nebraska, 1956. november 24.) amerikai pop- és R&B-zenészek, zeneszerzők és producerek. Prince fedezte fel őket; eredetileg a The Time együttesben játszottak, majd producerként csináltak karriert. A legnevesebb sztárokkal dolgoztak együtt, köztük Janet Jacksonnal, akinek sikeréért nagy mértékben felelősek.
Harris és Lewis minneapolisi középiskolájukban találkoztak, és Jellybean Johnsonnal, valamint Monte Moirral együtt megalakították a Flyte Tyme együttest, melyből később, mikor Prince felfedezte őket, a The Time lett. 1981-ben Morris Day is csatlakozott hozzájuk, és Prince-szel együtt turnéztak, mint Morris Day & the Time. Az együttesnek összesen négy albuma jelent meg, ebből három (The Time, What Time Is It? és Pandemonium) addig, amíg Harris és Lewis a tagok közé tartoztak. Az első két album nagy hatással volt az 1980-as évek elejének R&B-zenéjére.
1983-ban kirúgták őket a The Time-ból, mert egy hóvihar miatt Atlantában ragadtak, ahol a The SOS Banddel dolgoztak együtt, és nem értek oda időben az együttes egy koncertjére. (Az egyik dal azonban, amit a The SOS Banddel írtak, a Just Be Good to Me nagy siker lett.) Ekkor Monte Moir is kilépett az együttesből. A koncert lekésése valószínűleg csak ürügy volt, mert a zenészek már korábban is igyekeztek függetlenedni. Harris és Lewis később csak rövid időre csatlakoztak újra a The Time-hoz, amikor az 1990-es években felvették Pandemonium című albumukat.
Miután több énekessel együtt dolgoztak (például Gladys Knighttal és Luther Vandross-szal), megismerkedtek Janet Jacksonnal és együtt felvették az énekesnő harmadik albumát, a Controlt, ami 1986-ban egy csapásra sztárrá tette Jacksont, és egy Grammy-díjat is elnyert nekik. A duó azóta is együtt dolgozik Jacksonnal, de mellette több más híres énekessel is dolgoztak vagy dolgoznak rendszeresen (Michael Jackson, Boyz II Men, The Human League, Usher, Karyn White, Mary J. Blige, Mariah Carey). Megalapították saját lemezcégüket, a Perspective Recordsot.
Terry Lewis felesége, Karyn White R&B-énekes volt, akitől egy lánya született, Ashley Nicole. Lewis és White azóta elváltak.